# アンティ・バシラントナキ
アンティ・バシラントナキ（ギリシャ語: Ανθή Βασιλαντωνάκη、ラテン文字転写: Anthí Vasilantonáki、1996年4月9日 - ）は、ギリシャの女子バレーボール選手。ギリシャ女子代表。

## 来歴
アテネ出身。2010年、ギリシャリーグA2のEnosi Vyronaへ入団。2012年、パナシナイコスへ移籍。2013/14シーズンの国内リーグで3位となった。2014/15シーズンはイタリアセリエA1のイモコ・コネリアーノへ入団し、2015/16シーズンはイタリアセリエA1で優勝し、ギリシャ人女性では初のセリエA1タイトルを獲った。2016/17シーズンはイタリアセリエA1のUYBA Volley Busto Arsizioでプレーした。2017/18シーズンはIgor Gorgonzola Novaraへ移籍し、セリエA1リーグ準優勝、イタリアカップ優勝、欧州チャンピオンズリーグ5位の成績を残した。2018/19シーズンはPolisportiva Filottrano Pallavoloでプレーした。
その後は活躍の場をトルコに移し2019/20シーズンはガラタサライで、2020/21シーズンはアイドゥン・ブユクシェヒル・ベレディイェスポルでプレーした。2021/22シーズンは再びガラタサライと契約し、トルコリーグで5位となった。2023/24シーズンはトゥルク・ハヴァ・ヨラーリへ移籍した。

### 代表歴
アンダーカテゴリーの代表として2013年のU-18欧州選手権で5位となり、自身はベストスコアラー賞を受賞した。2013年、U-19世界選手権に出場した。同年、シニア代表に初選出された。2015年、ヨーロッパリーグで銅メダルを獲得した。2018年、地中海競技大会で銀メダルを獲得した。2019年、欧州選手権に出場し。2021年の欧州選手権にも出場した。

## 球歴
- 欧州選手権 - 2019年、2021年

## 受賞歴
- 2013年 U-18欧州選手権 ベストスコアラー賞
- 2014年 U-19欧州選手権 ベストスコアラー賞

## 所属クラブ
- Enosi Vyrona（2010-2012年）
- パナシナイコス（2012-2014年）
- イモコ・バレー・コネリアーノ（2014-2016年）
- FVブスト・アルシーツィオ（2016-2017年）
- AGILバレー（2017-2018年）
- Polisportiva Filottrano Pallavolo（2018-2019年）
- ガラタサライ（2019-2020年）
- アイドゥン・ブユクシェヒル・ベレディイェスポル（2020-2021年）
- ガラタサライ（2021-2023年）
- トゥルク・ハヴァ・ヨラーリ（2023年-）